# Hajrie Rondo
Hajrie Veizaj Rondo (ur. 1 marca 1951 w Delvinie, zm. 9 września 2017 w Tiranie) – albańska aktorka.

## Życiorys
W 1972 ukończyła studia na wydziale aktorskim Instytutu Sztuk w Tiranie i rozpoczęła pracę w Teatrze Bylis w Fierze. W latach 2001–2004 pełniła funkcję dyrektorki tej sceny.
Jej debiutem scenicznym była rola w spektaklu Heronjte e Linasit, na motywach sztuki Sulejmana Pitarki. W 1982 r. zadebiutowała na dużym ekranie rolą Mary w filmie Vellezer dhe shoke. Zagrała w 16 filmach fabularnych.
Za rolę Tany w filmie Perralle nga e kaluara otrzymała nagrodę na VIII Festiwalu Filmów Albańskich w Tiranie. W czasie obchodów 30 rocznicy powstania teatru w Fierze, ówczesny prezydent Albanii – Rexhep Meidani uhonorował H.Rondo złotym orderem im. Naima Frasheriego, „za wysoki poziom zawodowy ról teatralnych i filmowych”. Została też uhonorowana tytułem Zasłużonej Artystki (alb. Artiste e Merituar).
W 2017 po długiej przerwie spowodowanej chorobą powróciła na scenę i zagrała w sztuce Tre Dhëndurët. Zmarła na chorobę nowotworową.

## Role filmowe
- 1980: Vellezer dhe shoke jako Mara
- 1981: Agimet e stinës së madhe jako Xifja
- 1982: Nëntori i dytë jako żona Lyma Kepiego
- 1983: Nje emer midis njerzve jako matka Avniego
- 1984: Kush vdes ne kembe jako Lina
- 1987: Perralle nga e kaluara jako Tana
- 1987: Nje vit i gjate jako Donika Saro
- 1988: Pesha e kohes jako Evanthia
- 1996: Gjithe fajet i ka paraja jako żona Zeqo
- 1997: Dashuri me krizma jako Zenepja
- 1999: Borxhliu jako Filja
- 2004: Tifozet jako Frosa, matka Aristotela
- 2008: Dhimbja e dashurise (serial telewizyjny)
- 2009: Ne dhe Lenini jako Semihaja
- 2009: Miesiąc miodowy jako postać w telewizji
- 2011: Ballkan pazar
- 2012: Agon jako ciotka